# Tewdr Brycheiniog
Tewdr Brycheiniog (in latino: Theodorus, in inglese: Theodore; 870 circa) è stato un sovrano gallese.

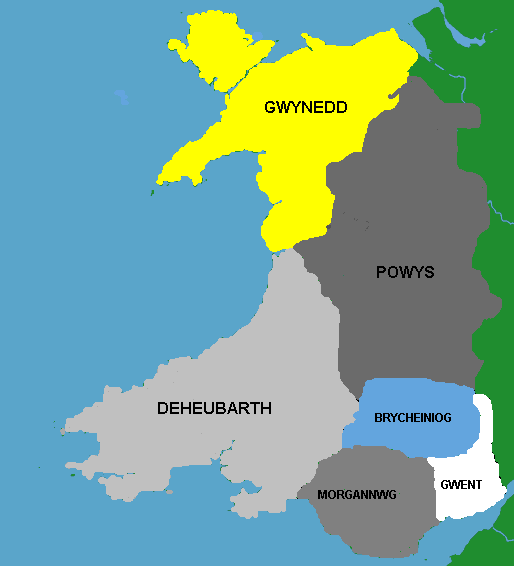
Regni medioevali del Galles

Era nipote di Elisedd del Brycheiniog. Sembra aver perso parte della sua indipendenza a favore del sovrano del Deheubarth, Hywel Dda. Non si conosce altro sul suo regno.